# Vlaho Marinov Držić
Vlaho Marinov Držić (Dubrovnik, 20. prosinca 1503. — Dubrovnik, 1569.) bio je hrvatski slikar i trgovac. Brat je Marina Držića.

## Životopis
U mladosti je živio u Mletcima. Godine 1535. oženio se Angelinom, kćeri Girolama de Girardisa. Godine 1538. izgubio je veliki dio imovine te se 1541. preselio u Dubrovnik. Do danas nije identificirano nijedno njegovo umjetničko djelo.

### Članci
- Prijatelj, Kruno. 1993. Držić, Vlaho Marinov. Hrvatski biografski leksikon. Zagreb.  journal zahtijeva |journal= (pomoć)
- Fisković, Vicko. 2008. Vlaho Marinov Držić. Dubrovnik. Matica hrvatska. 19 (3): 17–18. ISSN 0353-8559